# A Little Good News
A Little Good News è un album in studio della cantante canadese Anne Murray, pubblicato nel 1983.

## Tracce
1. That's Not the Way (It's S'posed to Be) (Andy Goldmark, Phil Galdston) – 3:19
2. I'm Not Afraid Anymore (Robert Quinn) – 3:07
3. A Little Good News (Rory Michael Bourke, Tommy Rocco, Charlie Black) – 3:08
4. The More We Try (Kenny Loggins, Eva Loggins) – 3:48
5. Come on Love (Rafe VanHoy, Austin Roberts) – 4:04
6. Come to Me (Bobby Braddock, Curly Putman) – 2:31
7. Sentimental Favorite (Rocco, Black) – 3:29
8. Just Another Woman in Love (Patti Ryan, Wanda Mallette) – 2:56
9. When I Can't Have You (Richard Butler, Michael Barnes) – 3:44
10. Heart Stealer (Randy Goodrum, Joe Wilson) – 3:13